# Ambil (tabaco)

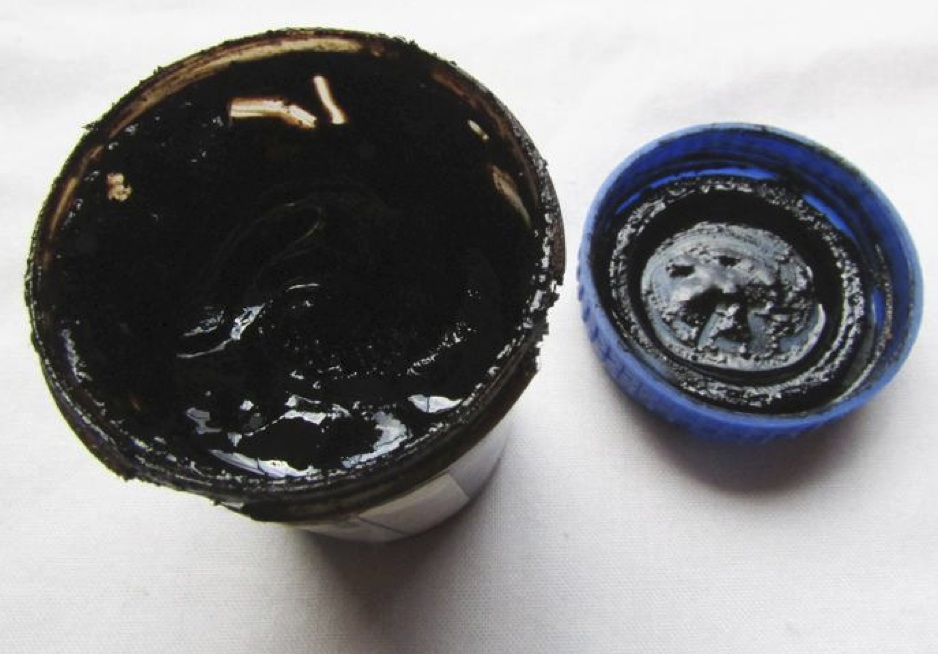
Ambil en pote en Colombia

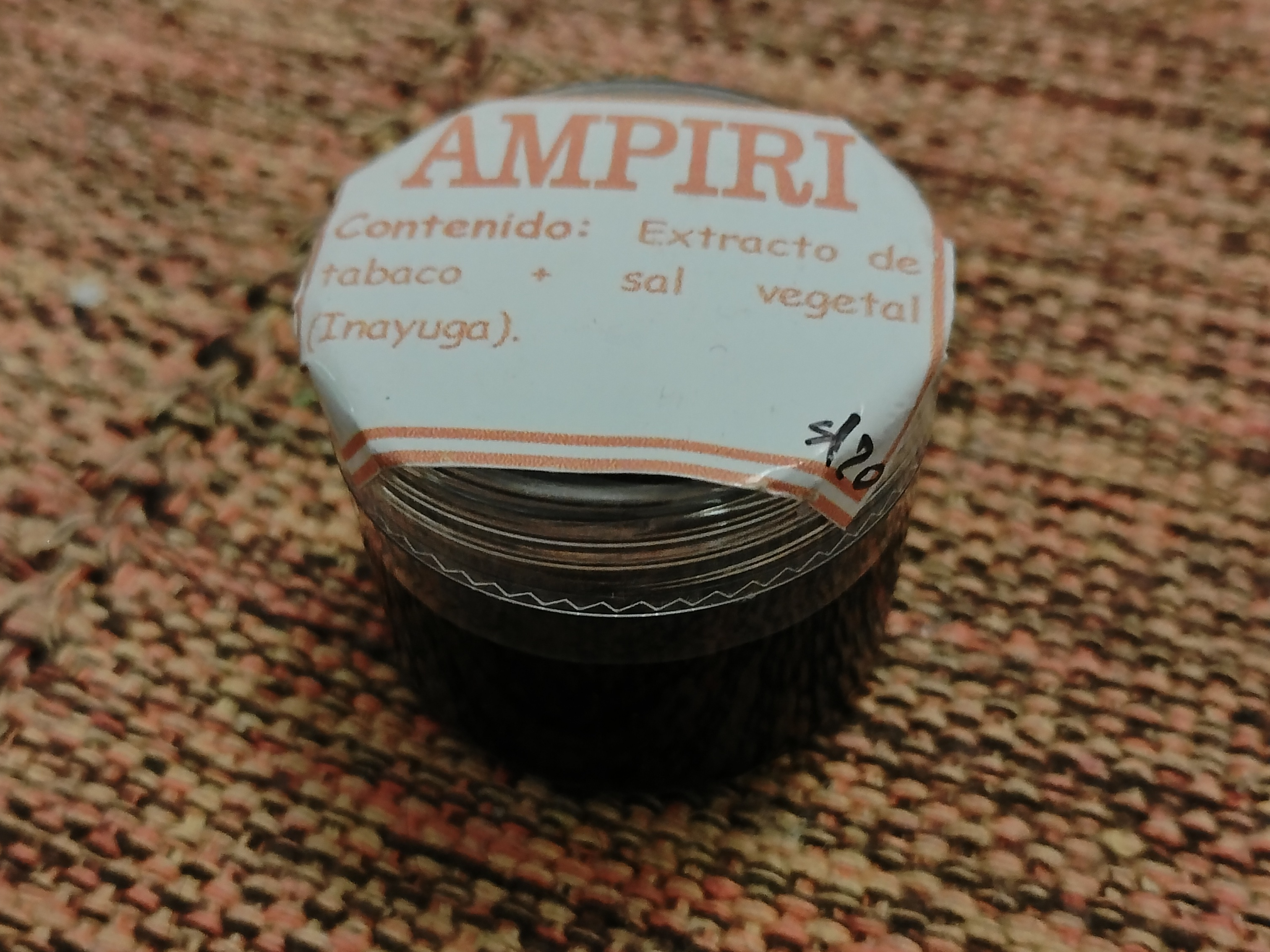
Pote de ampiri en Iquitos, Perú

El ambil o ampiri (en uitoto: yera) es una pasta negra usada por varios pueblos de la amazonía noroccidental que se obtiene a partir de la cocción de las hojas de tabaco (Nicotiana rustica) mezclándolas luego con sales vegetales alcalinas.
Es similar en su preparación al chimó del oeste de Venezuela y al norte de los llanos de Colombia.

## Distribución geográfica
El consumo de ambil es común entre los grupos lingúisticos chibchas del norte de Colombia, pueblos tradicionales e la amazonia nor occidental como los Kogui, Andoque e Ijka, así como en el resguardo Predio Putumayo (entre las regiones de Caquetá y Putumayo). También se encuentra entre los Uitoto, Bora, Yukuna del río Miriti-Parana y los grupos del río Apaporis.
En Perú, los murui-muinane, ocaina y los bora en la región Loreto utilizan el ampiri ritualmente y en festividades. A las sales vegetales extraídas las llaman «sal de monte».

## Importancia cultural
El ambil, al igual que el tabaco en sus distintas presentaciones (rapé, para fumar en pipa, como purga, como enema y en líquido por vía nasal) ha venido y continúa siendo utilizado por las culturas tradicionales de Sudamérica en un contexto medicinal, ritual y sagrado. El tabaco en ambil y la coca en mambe son utilizados en el mambeadero por hombres para intercambiar la palabra y tomar decisiones de vital importancia para la comunidad, no es tanto un modelo para la toma de decisiones sino una ética para la toma de decisiones.
En la cultura uitoto o murui-muinane, ofrecer ambil es una muestra de amistad, rechazarlo una muestra de hostilidad. Se considera una sustancia sagrada que da vida, protección, socializa y brinda discernimiento moral. De acuerdo a Londoño, quien estudió a la etnia muinane:

... se supone que el ambil dentro del recipiente provee al consumidor pensamientos/emociones apropiados, "asienta" y fija en su canasto de conocimiento las Palabras instrumentales que escuche, y lo habilita para expresarlas. Más aun, el ambil se supone que "despierta" a la persona, llevándola a un estado de conciencia plena y vigilante, y sensibiliza su cuerpo de tal manera que reconoce la presencia de la maldad amenazante por medio de sensaciones cosquilleantes en la espalda y la piel, o por medio de los dedos de los pies, que sienten la tierra de la misma manera en que la sienten las raíces del tabaco.
Muinane: un proyecto moral a perpetuidad (2004)

Para los uitoto, el espíritu del tabaco es aliento (en uitoto: jagiyi) y que una persona prepare, posea y use ambil demuestra que su palabra tiene valor para la comunidad. La palabra uitoto para ambil es yera, en donde ye- significa 'comportamiento' y el sufijo -ra 'sustancia', entonces para ellos ambil significa "sustancia del comportamiento". El concepto de yetárafue (ye-: 'comportamiento'; -ta-: 'hacer que'; -rafue: 'palabra') significa "Palabra para hacer comportarse" (o "Palabra de disciplina") y es la base para cuidar a la familia. Y dada la rigurosidad y disciplina requeridas para la prepararación del ambil, poseer y usar ambil es también señal de adultez:

Los mambeadores con frecuencia citan ciertas situaciones proverbiales que ilustran la importancia de tener tabaco. En una de estas situaciones, un anciano irritable le exige a un joven que habla antes de tiempo en el mambeadero que le muestre que sus Palabras vienen de una sustancia verdadera. El anciano lo dice así, "¿Dónde está su fuerza? ¿Dónde está lo que lo hace hablar?" Cuando el joven proverbial admite que no tiene ni ambil ni coca que mostrar, el anciano lo avergüenza, reclamándole que sus Palabras son mentiras que no traerán buenos resultados, y que debió permanecer callado. El hombre que posee un recipiente con ambil, demuestra que ha producido tabaco con éxito. Esto a su vez es evidencia de la disposición al trabajo duro ... Un joven que no ha mostrado esa disposición o que no hace manifiesto su conocimiento a través de la producción material no tiene porqué hablar en el mambeadero. Su charla es aún blandita y débil, su moralidad aún sin comprobar, y su poder para sobre el mundo, mínima.
Muinane: un proyecto moral a perpetuidad (2004)

## Preparación del ambil
El ambil de tabaco se prepara de la siguiente manera:
1. Lavado: se lavan las hojas frescas de tabaco en agua fría para remover las resinas y polvos que las cubren.
2. Hervido: se hierven las hojas por un periodo de 12 a 20 horas.
3. Filtrado: se separa el bagazo del zumo de tabaco obtenido con un filtro de tela, teniendo cuidado de no desperdiciar nada del líquido.
4. Cocción: se cocina el zumo a fuego lento hasta lograr una consistencia espesa y un color morado intenso.
5. Mezclado: se mezcla el zumo grueso con las sales vegetales.
6. Evaporación: se cocina nuevamente a fuego lento hasta que se evaporado toda el agua y solo queda una pasta negra y elástica.
7. Almacenado: la pasta se coloca por lo general en un pequeño calabazo (en uitoto: yeraki) o recipiente similar. Puede durar de 4 a 5 meses, si no se acaba antes se descarta.[20]

Todo este proceso de elaboración es ritual por lo que va acompañado de cantos y rezos al tabaco. Para usar el ambil, se extrae una pequeña cantidad del recipiente con el dedo, un palito o una espátula para luego lamerlo o chuparlo dentro de la boca. Se diferencia del chimó en que el mezclado se realiza no con sales vegetales sino con agua de ceniza y algunos aditivos.

### Preparación de las sales vegetales
Las sales vegetales se preparan de la siguiente manera:
1. Quemado: Se quema material vegetal de una selección de plantas como Rapatea sp. (en uitoto: eraguai), Astrocaryum gynacanthum (en uitoto: tidori),[25] entre otras.[26][27]
2. Extracción de las sales: se lixivia la sal de las cenizas con agua utilizando un filtro de tela.
3. Secado: se hierve la salmuera hasta obtener las sales secas.